# Capitana (nave)

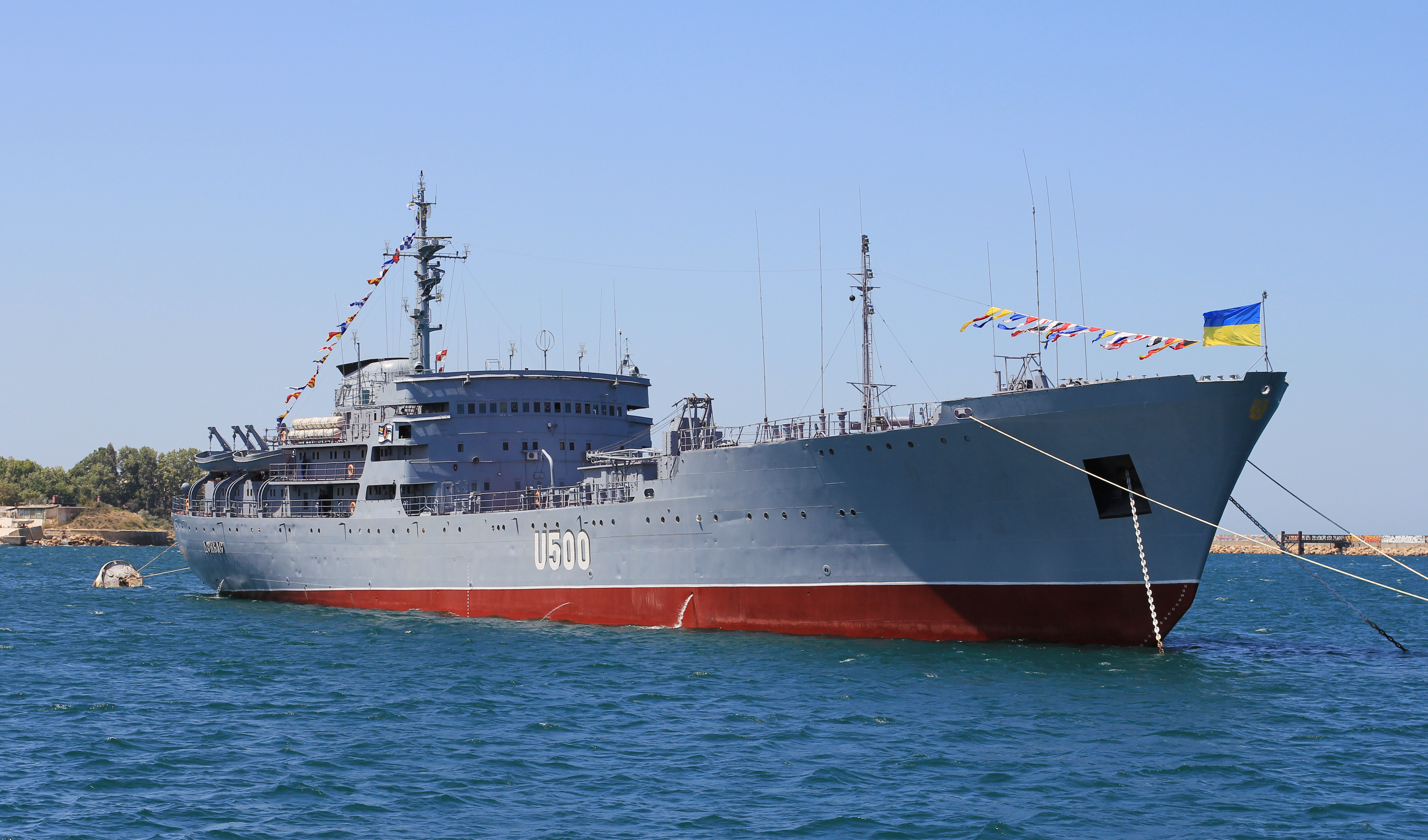
Nave capitana de la marina de Ucrania

En la marina se llama capitana a la nave en que se arbola la insignia del jefe o comandante. 
Si lo fuese el rey o estuviese a bordo, se llama capitana real el buque ocupado por el soberano y en que por tanto se ostenta el real estandarte. En lo antiguo por cédula de 18 de enero de 1634 como por antonomasia se asignó el nombre de capitana real a la de la armada del Océano, llamándose simplemente capitana en la flota de Indias, de los galeones, etc., las de estos servicios. 
Sabido es que todos los buques de la escuadra o flota observan y obedecen las señales de la capitana como órdenes que son del jefe.